# Forsyth County (Georgia)
Das Forsyth County ist ein County im Bundesstaat Georgia der Vereinigten Staaten. Der Verwaltungssitz (County Seat) ist Cumming.

## Geographie
Das County liegt im mittleren Norden von Georgia, ist im Westen etwa 120 km von Alabama, im Nordnordwesten etwa 100 km von Tennessee, im Norden etwa 90 km von North Carolina und im Nordosten etwa 80 km von South Carolina entfernt. Es hat eine Fläche von 641 Quadratkilometern, wovon 56 Quadratkilometer Wasseroberfläche sind und grenzt im Uhrzeigersinn an folgende Countys: Hall County, Gwinnett County, Fulton County, Cherokee County und Dawson County.
Das County ist Teil der Metropolregion Atlanta.

## Geschichte
Forsyth County wurde am 3. Dezember 1832 aus Teilen des Cherokee County gebildet. Benannt wurde es nach John Forsyth, einem Gouverneur von Georgia und US-Außenminister unter den Präsidenten Andrew Jackson und Martin Van Buren.

## Demografische Daten
Laut der Volkszählung von 2010 verteilten sich die damaligen 175.511 Einwohner auf 47.623 bewohnte Haushalte, was einen Schnitt von 2,94 Personen pro Haushalt ergibt. Insgesamt bestehen 59.433 Haushalte.
80,1 % der Haushalte waren Familienhaushalte (bestehend aus verheirateten Paaren mit oder ohne Nachkommen bzw. einem Elternteil mit Nachkomme) mit einer durchschnittlichen Größe von 3,29 Personen. In 46,9 % aller Haushalte lebten Kinder unter 18 Jahren sowie in 18,6 % aller Haushalte Personen mit mindestens 65 Jahren.
32,3 % der Bevölkerung waren jünger als 20 Jahre, 23,6 % waren 20 bis 39 Jahre alt, 30,5 % waren 40 bis 59 Jahre alt und 13,6 % waren mindestens 60 Jahre alt. Das mittlere Alter betrug 37 Jahre. 49,7 % der Bevölkerung waren männlich und 50,3 % weiblich.
85,4 % der Bevölkerung bezeichneten sich als Weiße, 2,6 % als Afroamerikaner, 0,3 % als Indianer und 6,2 % als Asian Americans. 3,8 % gaben die Angehörigkeit zu einer anderen Ethnie und 1,6 % zu mehreren Ethnien an. 9,4 % der Bevölkerung bestand aus Hispanics oder Latinos.
Das durchschnittliche Jahreseinkommen pro Haushalt lag bei 87.657 USD, dabei lebten 7,1 % der Bevölkerung unter der Armutsgrenze.

## Kultur und Sehenswürdigkeiten

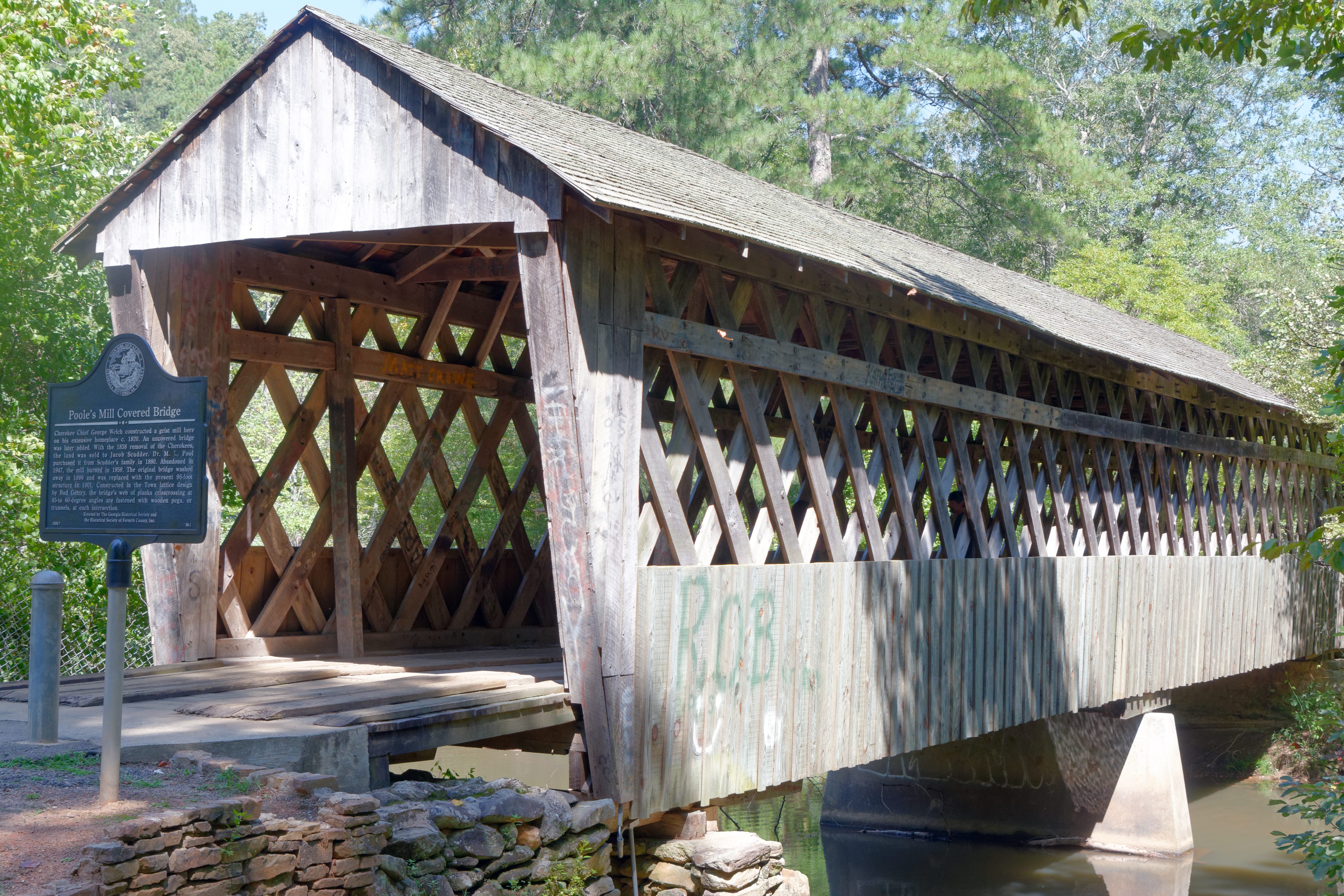
Poole’s Mill Covered Bridge am Settendown Creek (2017). Diese gedeckte Brücke ist in Fachwerkbauweise aus Holz errichtet und entstand 1901. Sie ersetzte einen Vorgängerbau, der zwei Jahre zuvor durch eine Flutwelle zerstört worden war. Im April 1975 wurde die Poole’s Mill Covered Bridge als erstes Objekt im County in das NRHP aufgenommen.

Fünf Bauwerke, Stätten und Historic Districts („historische Bezirke“) im Forsyth County sind im National Register of Historic Places („Nationales Verzeichnis historischer Orte“; NRHP) eingetragen (Stand 16. Dezember 2023), darunter eine Brücke, ein Friedhof und eine Schule.

## Orte im Forsyth County
Orte im Forsyth County mit Einwohnerzahlen der Volkszählung von 2010:
City:
- Cumming (County Seat) – 5430 Einwohner